# Apsilus dentatus
Apsilus dentatus es una especie de peces de la familia Lutjanidae en el orden de los Perciformes.

## Morfología
• Los machos pueden llegar alcanzar los 65 cm de longitud total.

## Alimentación
Come peces y organismos  bentónicos, incluyendo cefalópodos y tunicas.

## Hábitat
Es un pez de mar de clima tropical y asociado a los  arrecifes de coral que vive entre 100-300 m de profundidad

## Distribución geográfica
Se encuentra en las Indias Occidentales, Florida, al oeste del Golfo de México y al oeste del Caribe (Belice ).

## Uso comercial
Su carne es de excelente calidad y se comercializa fresco o congelado.